# Frederic Clascar i Sanou
Frederic Clascar i Sanou  (Santa Coloma de Farners, la Selva, 6 de setembre de 1873 — Barcelona, 21 de febrer de 1919) fou un religiós català, liturgista i biblista, destacat per les seves traduccions bíbliques i la seva tasca de divulgació i reforma litúrgica.

## Anys de formació
Clascar era fill del farmacèutic Manuel Clascar i Circuns i la mestra Raimunda Sanou i Morera. Arran de la mort del seu pare el 1878, va passar els anys d’infantesa a Santa Coloma de Queralt, d’on era originària la seva mare, residint-hi fins a 1885, quan comença a cursar humanitats al seminari de Vic. En acabar els seus estudis a la capital d’Osona (1890), es desplaça al Seminari de Barcelona, on va culminar la carrera eclesiàstica instruint-se en filosofia i teologia.
La mort de Raimunda, el 24 de desembre de 1889, va provocar que visités habitualment la família que tenia a Vilafranca del Penedès. En un article publicat el 1895 a La Veu de Catalunya, Clascar confessa que fou el seu cosí Salvador Barris i Clascar qui va despertar en ell “sa vocació filosòfica i regionalista”. Prèviament, en el mateix mitjà, Frederic publica l’article “Lo pensament polític de la Iglésia” (1893), en el qual es mostra molt proper a les tesis de Josep Torras i Bages. Per Clascar, catalanisme i cristianisme són moviments convergents. Si l’Església és forta, considera, també ho és Catalunya.

## Estudis de filosofia
El treball Estudi sobre la filosofia a Catalunya en lo segle XVIII és mereixedor d’un premi en els Jocs Florals de Catalunya de l’any 1895.
L’any següent, també obté una distinció en aquest certamen per l’assaig Estudi sobre’l caràcter del Poble Català en ses tres manifestacions, literària, artística e intel·lectual (1896), presentat juntament amb el seu deixeble Norbert Font i Sagué. Entre altres aspectes, s'hi analitzarà el caràcter de la llengua catalana, les arts plàstiques, la literatura, el folklore, el dret i la filosofia. El gran objectiu del catalanisme, considera Clascar, és garantir la pervivència d’aquestes singularitats nacionals a través del periodisme, les societats corals i l'ensenyament de la llengua catalana a les escoles. Aquest treball és el primer intent assagístic d’establir uns trets diferenciadors de la identitat catalana, una obra precursora a Les formes de la vida catalana de Josep Ferrater i Mora (1944) o Notícia de Catalunya de Jaume Vicens Vives.
Clascar també s'atura a analitzar el pensament de Lluís Vives, el vilafranquí Francesc Xavier Llorens o el coetani Eugeni d’Ors.

## Foment de la llengua
A instàncies d'Enric Prat de la Riba, el 1911 es crea la Secció Filològica de l’Institut d’Estudis Catalans, conformada per Lluís Segalà, Josep Carner, Joan Maragall i Frederic Clascar, que n’esdevé el bibliotecari. L’objectiu de la secció és “homologar la llengua catalana al nivell de les més desenvolupades”.
Clascar dona suport a Pompeu Fabra en l'enfrontament filològic que aquest manté amb Antoni Maria Alcover, tant en el desig d’emprendre una reforma ortogràfica del català com en la voluntat que la Secció Filològica treballés per convertir-la en una llengua de cultura. Al discurs “El misteri de la llengua”, publicat pòstumament, Clascar es refereix a la llengua “com un signe que enclou abscòndita una realitat, i és una comunió de germania”, perquè “la paraula és dita i feta, la fórmula és eficaç, i allí on se diu, allí brolla la deu d’aigua viva. La projecció social de la llengua és el misteri […] La llengua és el tresor d’aquesta Seu on se celebra el solemne ofici de parlar, [perquè] El parlar és cosa sagrada, és la flor de la vida humana”.

## Divulgació del dogma catòlic
Ordenat sacerdot a Vic el 27 de maig el 1899, Clascar va ser coadjutor de Sant Esteve de Granollers, vicari de Sant Baldiri de Sant Boi de Llobregat (1901), també vicari de Santa Eulàlia de l'Hospitalet de Llobregat durant escassos mesos (1901), i coadjutor de la parròquia de Santa Madrona de Barcelona (1901-1904).
El 1905, Clascar se’n va a Roma per estudiar dret canònic a la Universitat Gregoriana i cursos de dret romà al Seminari de Sant Apol·linar. En tornar de Roma, va ser capellà de la Casa Provincial de la Maternitat (1910) i consiliari de la Lliga Espiritual de la Mare de Déu de Montserrat (1910).
En paral·lel, Clascar va treballar activament per la difusió de la cultura religiosa i en català, i per l'educació religiosa a les escoles. Amb aquest anhel, va escriure biografies populars de sants i llibres de caràcter catequètic per a infants.
Publicà obres populars de divulgació sobre la litúrgia, explicant de manera planera assumptes de la missa, els evangelis o els sagraments. Va voler reformar l'ús de la música en la litúrgia, introduint-hi la de Johann Sebastian Bach, llavors desconegut a Catalunya. En aquest àmbit, Clascar és conegut per la seva participació en el Primer Congrés Litúrgic de Montserrat i per la publicació de l’Eucologi (redactada juntament amb Lluís Carreras i Josep Tarré) i l’Eucologi dels difunts, on es detalla les solemnitats i cerimonials cristianes en els oficis setmanals, cerimònies fúnebres i dates assenyalades.
L'empresa més ambiciosa de Clascar va ser la traducció de la Bíblia al català. Tot i que la traducció d'El Gènesi (1915) va rebre bones crítiques de personatges tan il·lustres com Nicolau d'Olwer i Carles Riba, el text no va estar exempt de polèmica pel caràcter suposadament massa modern de la interpretació hermenèutica. Pocs mesos abans de morir, Clascar va publicar la traducció del Càntic dels Càntics (1918) i va deixar preparada la traducció de L'Èxode, que es publicaria pòstumament.

## Obres
- Estudi sobre la filosofia a Catalunya en lo segle XVIII (1895)
- Vida de Sant Jordi, Patró de Catalunya (1896)
- Estudi sobre'l caràcter del poble català en ses tres manifestacions literària, artística e intel·lectual (1896)
- Floretes de Maig (1900)
- Vida del Gloriós màrtir sant Baldiri, apòstol de Nimes (1901)
- En Xavier Llorens i Barba (1901)
- Setmana Santa segons el Missal 'l Breviari Romà (1902)
- Estructura mental y significació filosòfica de Balmes (1904)
- Missa de Sant Joseph (1905)
- De la majoria social de Barcelona ab relació a la majoria política (1908)
- Llibre de la primera Comunió (1908)
- Los Sants Evangelis (1909)
- Estudi sobre l'assaig d'Eugeni d'Ors <<Religio est libertas>> (1911)
- Evangeliari (1913)
- L'Ofertori (1915)
- El Gènesi (1915). Traducció.
- Vindicació documental d'unes notes al Gènesi (1915)
- Eucologi, en col·laboració amb Lluís Carreras i Josep Tarré (1915)
- L'Escola de Jesús (1916)
- La consagració dels bisbes (1916)
- Flors espirituals (1917)
- Leccionario de las Dominicas. (1917)
- La penitència pública. (1917). Traducció.
- Ordre de la recomanació de l'ànima (1917).
- El càntic dels càntics de Salomó (1918). Traducció.
- Litúrgia de la candalera (1918)
- La Missa. I l'Altar. Els vasos i els ornaments sagrats (1919)
- L'Èxode (1925). Traducció